# Michèle Riot-Sarcey
Pour les articles homonymes, voir Riot et Sarcey.
Michèle Riot-Sarcey, née en 1943, est une historienne française.
Professeur émérite d'histoire contemporaine et d'histoire du genre à l'université Paris-VIII-Saint-Denis, elle est spécialiste du féminisme, de la politique et des révolutions du XIXe siècle. Elle est par ailleurs militante féministe.

## Biographie

### Parcours professionnel
Michèle Riot-Sarcey enseigne au collège La Maillère de Lognes Marne-La-Vallée à la fin des années 1980. Elle soutient sa thèse de doctorat en 1990 sous la direction de Madeleine Rebérioux, et son mémoire d'habilitation à diriger des recherches à Paris I le 28 mars 1997, sous la direction d'Alain Corbin.
Après plusieurs années dans l’enseignement secondaire, de Crépy-en-Valois, au collège La Mallière à Lognes, elle intègre l'université Paris-VIII, où elle enseigne de 1989 à 2011. Elle sera ensuite chargée de cours à Sciences Po Paris de 2011 à 2013.
Pendant plusieurs années elle anime un séminaire sur l'utopie à la bibliothèque de l'Arsenal, tout en menant ses travaux sur le genre à Paris-VIII.
Elle crée en 2005, avec Gérard Noiriel et Nicolas Offenstadt, le Comité de vigilance face aux usages publics de l'histoire (CVUH).
Elle est l'une des fondatrices du RING (Réseau national inter-universitaire et interdisciplinaire sur le genre), devenu en 2009, Fédération RING de recherche sur le genre.
Son activité d’enseignante et de chercheuse se poursuit à l'EHESS, à travers un séminaire collectif qu’elle anime en collaboration avec Maurizio Gribaudi et Nathalie Raoux.
Elle est l’auteure de plusieurs articles et ouvrages sur le genre, le féminisme, l’utopie, l’histoire politique, au XIXe siècle en particulier.
Elle a participé au comité de rédaction de plusieurs revues, dont Futur Antérieur (1990-1998).
Elle est membre de la Société de 1848 et des révolutions du XIXe siècle et membre du comité de rédaction de la revue.
Depuis octobre 2016, elle est membre du Comité français des sciences humaines et sociales de l'UNESCO.

### Engagements et prises de position
Michèle Riot-Sarcey milite à La Voie communiste, avant d'adhérer brièvement au Parti socialiste unifié (PSU) (en 1971-1972) puis de rejoindre la Ligue communiste révolutionnaire (LCR) de 1975 à 1985.[réf. nécessaire]
En 2011, elle appelle à voter Front de gauche à l'élection présidentielle.
Inscrite sur la liste des promus de la Légion d'honneur en 2014 ; elle a cependant refusé cette décoration.[réf. nécessaire]
Le 30 novembre 2015, elle est parmi les signataires de l'Appel des 58 : « Nous manifesterons pendant l'état d'urgence »,.
En 2017, elle est lauréate du prix Marianne Jacques France du Grand Orient de France pour l'ensemble de son œuvre.[réf. nécessaire]

### Vie privée
Elle fut la compagne de Denis Berger (1932-2013), créateur en 1958 de la revue La Voie communiste, militant anticolonialiste collaborateur du FLN, « porteur de valises », rédacteur de nombreux articles dans la revue Critique communiste.

## Publications (sélection)
- De la liberté des femmes. Lettres de dames au Globe (1831), Paris, Côté femmes, 1992
- La Démocratie à l'épreuve des femmes, trois figures critiques du pouvoir (1830-1848), Paris, Albin Michel, 1994
- Le Réel de l'utopie, Paris, Albin Michel 1998
- Histoire du féminisme, Paris, La Découverte, coll. « Repères », 2002 ; 2e édition 2006
- Le Genre en questions : pouvoir, politique, écriture de l’histoire : recueil de textes 1993-2010, Grâne, France, Éditions Créaphis, 2016  (ISBN 978-2-35428-094-9)
- Le Procès de la liberté : une histoire souterraine du XIXe siècle en France, La Découverte, 2016  (ISBN 978-2-7071-7585-4)[8] Prix Pétrarque 2016 de l'essai France Culture-Le Monde.
- L'Émancipation entravée : l'idéal au risque des idéologies du XXe siècle, La Découverte, 2023

### En collaboration ou direction d'ouvrage
- Féminismes au présent, co-écrit avec Eleni Varikas et Christine Planté, Paris, L'Harmattan, 1993
- Dictionnaire des utopies, en collaboration avec Thomas Bouchet et Antoine Picon, Paris, Larousse 2002 ; 3e édition 2015Grand prix de l'Imaginaire 2003.
- George Sand, littérature et politique, co-écrit avec Martine Reid, Nantes, Pleins feux, 2007
- 1848, La révolution oubliée, co-écrit avec Maurizio Gribaudi, La Découverte, 2008  (ISBN 9782707156280) ; édition de poche 2010
- La République dans tous ses états, avec Claudia Moatti, Payot, 2009  (ISBN 2228904732)
- Révolution : les impensés d'un héritage, avec Denis Berger, Roger Martelli, Francis Sitel et Pierre Zarka, La Dispute, coll. « Comptoir de la politique », 2009
- De la différence des sexes. Le Genre en histoire (dir.), Larousse, 2010  (ISBN 9782035839831)
- Pourquoi se référer au passé ?, dir. avec Claudia Moatti, Éditions de l'Atelier, 2018
- De la catastrophe. L'Homme à l'œuvre du Déluge à Fukushima (dir.), Éditions du Détour, 2018
- Le Réveil de l'utopie, avec Jean-Louis Laville, Éditions de l'Atelier, février 2020

### Entretiens
- « Histoire des révoltes et des mobilisations populaires », La grande H., 5 décembre 2018, sur youtube.com.
- (Source [lien brisé]) Laurent Etre, « Michèle Riot-Sarcey : “Retrouver le souffle de 1848” », entretien paru le 19 novembre 2009 dans L'Humanité